# Elecciones municipales de 1973 en Madrid
Las elecciones municipales de 1973 se celebraron en Madrid el martes 13 de noviembre, convocadas por decreto de 17 de agosto de 1973, publicado en el Boletín Oficial del Estado el 17 de septiembre. Se eligieron 19 concejales correspondientes a las actas vacantes de los tercios de representación familiar, sindical y de entidades.

## Resultados
Los resultados se detallan a continuación:

### Tercio familiar
| Nombre                        | Distrito              | Votos |
| ----------------------------- | --------------------- | ----- |
| Roberto Reyes Morales         | Centro                |       |
| Antonio Hernández Lázaro      | Arganzuela-Villaverde |       |
| Antonio Horcajo Matesanz      | Retiro-Moratalaz      | -     |
| Ezequiel Puig Maestro-Amado   | Salamanca             |       |
| Carlos Rodríguez del Castillo | Chamartín             |       |
| Gaspar Ledesma Llópez         | Carabanchel-Latina    |       |

### Tercio de entidades
| Grupo                                                                 | Nombre                            | Entidad | Votos |
| --------------------------------------------------------------------- | --------------------------------- | ------- | ----- |
| Grupo A (Universidades, Escuelas Superiores y Colegios Profesionales) | Félix Pérez Pérez                 |         | 16    |
| Grupo A (Universidades, Escuelas Superiores y Colegios Profesionales) | José de la Viña y Villa           |         | 15    |
| Grupo A (Universidades, Escuelas Superiores y Colegios Profesionales) | Julio Marcos de Lanuza            |         | 10    |
| Grupo B (Entidades Culturales y Económicas)                           | Luis Buceta Facorro               |         | 34    |
| Grupo B (Entidades Culturales y Económicas)                           | Eduardo González Velayos          |         | 34    |
| Grupo B (Entidades Culturales y Económicas)                           | Emilio Jiménez-Millas y Gutiérrez |         | 28    |

### Tercio sindical
| Nombre                     | Votos |
| -------------------------- | ----- |
| José Bañales Novella       | 59    |
| Santiago Álvarez Avellán   | 45    |
| Luis María Huete Morillo   | 45    |
| Ramón Sanjuán Rubio        | 44    |
| Antonio Martínez Emperador | 36    |
| Pascual Gallego Díez       | 35    |
| Luis Ferrer Zapata         | 24    |